# First Division 1956-1957
La First Division 1956-1957 è stata la 58ª edizione della massima serie del campionato inglese di calcio, disputato tra il 18 agosto 1956 e il 1º maggio 1957 e concluso con la vittoria del Manchester Utd, al suo quinto titolo, il secondo consecutivo.
Capocannoniere del torneo è stato John Charles (Leeds Utd) con 38 reti.

## Stagione

### Novità
Al posto delle retrocesse Huddersfield Town e Sheffield Utd sono saliti dalla Second Division lo Sheffield Weds e il Leeds Utd.

## Squadre partecipanti
| Squadra         | Stagione | Città               | Stadio               | Stagione precedente                   |
| --------------- | -------- | ------------------- | -------------------- | ------------------------------------- |
| Arsenal         | dettagli | Londra              | Highbury             | 5º posto in First Division            |
| Aston Villa     | dettagli | Birmingham          | Villa Park           | 20º posto in First Division           |
| Birmingham City | dettagli | Birmingham          | St Andrew's          | 6º posto in First Division            |
| Blackpool       | dettagli | Blackpool           | Bloomfield Road      | 2º posto in First Division            |
| Bolton          | dettagli | Bolton              | Burnden Park         | 8º posto in First Division            |
| Burnley         | dettagli | Burnley             | Turf Moor            | 7º posto in First Division            |
| Cardiff City    | dettagli | Cardiff             | Ninian Park          | 17º posto in First Division           |
| Charlton        | dettagli | Londra              | The Valley           | 14º posto in First Division           |
| Chelsea         | dettagli | Londra              | Stamford Bridge      | 16º posto in First Division           |
| Everton         | dettagli | Liverpool           | Goodison Park        | 15º posto in First Division           |
| Leeds Utd       | dettagli | Leeds               | Elland Road          | 2º posto in Second Division, promosso |
| Luton Town      | dettagli | Luton               | Kenilworth Road      | 10º posto in First Division           |
| Manchester City | dettagli | Manchester          | Maine Road           | 4º posto in First Division            |
| Manchester Utd  | dettagli | Manchester          | Old Trafford         | 1º posto in First Division            |
| Newcastle Utd   | dettagli | Newcastle upon Tyne | St James' Park       | 11º posto in First Division           |
| Portsmouth      | dettagli | Portsmouth          | Fratton Park         | 12º posto in First Division           |
| Preston N.E.    | dettagli | Preston             | Deepdale             | 19º posto in First Division           |
| Sheffield Weds  | dettagli | Sheffield           | Hillsborough Stadium | 1º posto in Second Division, promosso |
| Sunderland      | dettagli | Sunderland          | Roker Park           | 9º posto in First Division            |
| Tottenham       | dettagli | Londra              | White Hart Lane      | 18º posto in First Division           |
| West Bromwich   | dettagli | West Bromwich       | The Hawthorns        | 13º posto in First Division           |
| Wolverhampton   | dettagli | Wolverhampton       | Molineux Stadium     | 3º posto in First Division            |

## Classifica finale
|       | Pos. | Squadra         | Pt | G  | V  | N  | P  | GF  | GS  | Med   |
| ----- | ---- | --------------- | -- | -- | -- | -- | -- | --- | --- | ----- |
|       | 1.   | Manchester Utd  | 64 | 42 | 28 | 8  | 6  | 103 | 54  | 1.907 |
|       | 2.   | Tottenham       | 56 | 42 | 22 | 12 | 8  | 104 | 56  | 1.857 |
|       | 3.   | Preston N.E.    | 56 | 42 | 23 | 10 | 9  | 84  | 56  | 1.500 |
|       | 4.   | Blackpool       | 53 | 42 | 22 | 9  | 11 | 93  | 65  | 1.431 |
|       | 5.   | Arsenal         | 50 | 42 | 21 | 8  | 13 | 85  | 69  | 1.232 |
|       | 6.   | Wolverhampton   | 48 | 42 | 20 | 8  | 14 | 94  | 70  | 1.343 |
|       | 7.   | Burnley         | 46 | 42 | 18 | 10 | 14 | 56  | 50  | 1.120 |
|       | 8.   | Leeds Utd       | 44 | 42 | 15 | 14 | 13 | 72  | 63  | 1.143 |
|       | 9.   | Bolton          | 44 | 42 | 16 | 12 | 14 | 65  | 65  | 1.000 |
| [ 2 ] | 10.  | Aston Villa     | 43 | 42 | 14 | 15 | 13 | 65  | 55  | 1.182 |
|       | 11.  | West Bromwich   | 42 | 42 | 14 | 14 | 14 | 59  | 61  | 0.967 |
|       | 12.  | Birmingham City | 39 | 42 | 15 | 9  | 18 | 69  | 69  | 1.000 |
|       | 13.  | Chelsea         | 39 | 42 | 13 | 13 | 16 | 73  | 73  | 1.000 |
|       | 14.  | Sheffield Weds  | 38 | 42 | 16 | 6  | 20 | 82  | 88  | 0.932 |
|       | 15.  | Everton         | 38 | 42 | 14 | 10 | 18 | 61  | 79  | 0.772 |
|       | 16.  | Luton Town      | 37 | 42 | 14 | 9  | 19 | 58  | 76  | 0.763 |
|       | 17.  | Newcastle Utd   | 36 | 42 | 14 | 8  | 20 | 67  | 87  | 0.770 |
|       | 18.  | Manchester City | 35 | 42 | 13 | 9  | 20 | 78  | 88  | 0.886 |
|       | 19.  | Portsmouth      | 33 | 42 | 10 | 13 | 19 | 62  | 92  | 0.674 |
|       | 20.  | Sunderland      | 32 | 42 | 12 | 8  | 22 | 67  | 88  | 0.761 |
|       | 21.  | Cardiff City    | 29 | 42 | 10 | 9  | 23 | 53  | 88  | 0.602 |
|       | 22.  | Charlton        | 22 | 42 | 9  | 4  | 29 | 62  | 120 | 0.517 |

Legenda:
      Campione d'Inghilterra e qualificata in Coppa dei Campioni 1957-1958.
      Retrocessa in Second Division 1957-1958.
Regolamento:
Due punti a vittoria, uno a pareggio, zero a sconfitta.
A parità di punti le squadre venivano classificate secondo il quoziente reti.

## Statistiche

### Squadre

#### Capoliste solitarie
Fonte:
|    | —— | ——  | —— | ——             | ——             | ——             | ——             | ——             | ——  | ——             | ——             | ——             | ——             | ——  | ——        | ——        | ——  | ——             | ——             | ——             | ——             | ——             | ——             | ——             | ——             | ——             | ——             | ——             | ——             | ——             | ——             | ——             | ——             | ——             | ——             | ——             | ——             | ——             | ——             | ——             | ——             | —— |  |
|    |    | Lut |    | Manchester Utd | Manchester Utd | Manchester Utd | Manchester Utd | Manchester Utd | Tot | Manchester Utd | Manchester Utd | Manchester Utd | Manchester Utd |     | Tottenham | Tottenham |     | Manchester Utd | Manchester Utd | Manchester Utd | Manchester Utd | Manchester Utd | Manchester Utd | Manchester Utd | Manchester Utd | Manchester Utd | Manchester Utd | Manchester Utd | Manchester Utd | Manchester Utd | Manchester Utd | Manchester Utd | Manchester Utd | Manchester Utd | Manchester Utd | Manchester Utd | Manchester Utd | Manchester Utd | Manchester Utd | Manchester Utd | Manchester Utd |    |  |
|    |    |     |    |                |                |                |                |                |     |                |                |                |                |     |           |           |     |                |                |                |                |                |                |                |                |                |                |                |                |                |                |                |                |                |                |                |                |                |                |                |                |    |  |
|    |    |     |    |                |                |                |                |                |     |                |                |                |                |     |           |           |     |                |                |                |                |                |                |                |                |                |                |                |                |                |                |                |                |                |                |                |                |                |                |                |                |    |  |
| 1ª | 2ª | 3ª  | 4ª | 5ª             | 6ª             | 7ª             | 8ª             | 9ª             | 10ª | 11ª            | 12ª            | 13ª            | 14ª            | 15ª | 16ª       | 17ª       | 18ª | 19ª            | 20ª            | 21ª            | 22ª            | 23ª            | 24ª            | 25ª            | 26ª            | 27ª            | 28ª            | 29ª            | 30ª            | 31ª            | 32ª            | 33ª            | 34ª            | 35ª            | 36ª            | 37ª            | 38ª            | 39ª            | 40ª            | 41ª            | 42ª            |    |  |

### Individuali

#### Classifica marcatori
Fonte:
| Gol | Rigori |  | Giocatore       | Squadra         |
| --- | ------ |  | --------------- | --------------- |
| 38  |        |  | John Charles    | Leeds Utd       |
| 32  |        |  | Jackie Mudie    | Blackpool       |
| 30  |        |  | Gordon Turner   | Luton Town      |
| 28  |        |  | Nat Lofthouse   | Bolton          |
| 26  |        |  | Tommy Thompson  | Preston N.E.    |
| 26  |        |  | Liam Whelan     | Manchester Utd  |
| 25  |        |  | Charles Fleming | Sunderland      |
| 25  |        |  | Derek Tapscott  | Arsenal         |
| 24  |        |  | Alex Govan      | Birmingham City |
| 23  |        |  | Tom Finney      | Preston N.E.    |
| 22  | 4      |  | Albert Quixall  | Sheffield Weds  |
| 22  |        |  | Tommy Taylor    | Manchester Utd  |
| 21  |        |  | Gerry Hitchens  | Cardiff City    |
| 20  |        |  | Dave Durie      | Blackpool       |
| 19  |        |  | Harry Hooper    | Wolverhampton   |